# سار نوک‌سرخ
سار نوک‌سرخ (نام علمی: Sturnus sericeus) نام یک گونه از تیره ساران است. این پرنده در جمهوری خلق چین, هنگ کنگ, ژاپن, کره جنوبی, فیلیپین, تایوان, و ویتنام زندگی می‌کند.